# Nooxobeia gracilis
La nooxobeia (Nooxobeia gracilis) è un anfibio estinto, appartenente ai temnospondili. Visse nel Permiano medio (Roadiano, circa 272 - 265 milioni di anni fa) e i suoi resti fossili sono stati ritrovati in Nordamerica.

## Descrizione
Questo animale, era di medie dimensioni e poteva raggiungere il metro di lunghezza. Rispetto ad altri anfibi simili, Nooxobeia era dotato di zampe più lunghe e forti, in grado di sostenere il corpo sulla terraferma e di permettere all'animale di correre. La corazza di Nooxobeia era probabilmente ridotta a una singola fila di ossa dermiche (osteodermi) lungo la linea mediana del dorso, sopra la colonna vertebrale. Altra caratteristica di Nooxobeia era data dalle spine neurali erano fuse ai pleurocentri ingranditi, che costituivano la grande maggioranza della vertebra.

## Classificazione
Nel 1965 E. C. Olson descrisse parte di un cranio frammentario proveniente dalla formazione Chickasha in Oklahoma, risalente al Permiano medio, con il nome di Fayella chickashaensis. Un fossile più completo descritto dallo stesso Olson nel 1972, noto come UCLA VP 3066, ha indicato l'alto grado di locomozione terrestre di questo animale e ha portato Olson a confermare, seppure con riserva, le parentele di Fayella con i dissorofidi, un gruppo di anfibi temnospondili spiccatamente terrestri. 
Successive analisi hanno però determinato che Fayella è un nomen dubium, basato solo sul cranio frammentario descritto nel 1965; i fossili più completi descritti da Olson nel 1972 vennero ascritti a un nuovo genere e a una nuova specie di anfibi dissorofoidi, Nooxobeia gracilis. Nooxobeia è attribuito al gruppo degli Olsoniformes, che comprende dissorofoidi dalle spiccate attitudini terrestri, anche se non è chiaro a quale famiglia appartenga questo genere (Gee et al., 2018).

## Paleobiologia
Le lunghe zampe e l'insolita morfologia di Nooxobeia indicano che questo animale era spiccatamente terrestre, ancor più degli altri dissorofidi. È possibile che queste specializzazioni abbiano permesso a Nooxobeia di sopravvivere in una fase particolarmente secca del Permiano. Nooxobeia era con tutta probabilità un anfibio predatore, che si nutriva di piccoli tetrapodi terrestri. 